# Konstantin Grot
Konstantin Jakovlevitj Grot (ryska: Константин Яковлевич Грот), född 4 juli 1853 i Tsarskoje Selo, död 29 september 1934, var en rysk historiker och filolog; son till Jakov Grot.
Grot studerade vid Sankt Petersburgs universitet, fick 1880 en vetenskaplig utmärkelse för en avhandling om Konstantin VII Porfyrogennetos framställning av sydslavernas framträngande på Balkanhalvön och skrev 1881 en doktorsavhandling om Mähren och ungrarna under 900-talet. Efter studieresor till utländska slaviska universitet blev han e.o. professor vid universitetet i Warszawa. Senare blev han direktör för kejserliga ryska husarkivet i Sankt Petersburg. Bland hans många skrifter rörande slavisk filologi, historia och litteratur märks en studie om de slaviska grunderna för Johan Amos Comenius idéer och verksamhet, Slavjanskija osnovy idej i djejatelnoti J.A. Komenskago (1893).